# Pleașivka, Radîvîliv
Pleașivka (în ucraineană Пляшівка) este un sat în comuna Tesluhiv din raionul Radîvîliv, regiunea Rivne, Ucraina.

## Demografie
Componența lingvistică a localității Pleașivka
     Ucraineană (99,54%)
     Alte limbi (0,46%)
Conform recensământului din 2001, majoritatea populației localității Pleașivka era vorbitoare de ucraineană (99,54%), existând în minoritate și vorbitori de alte limbi.